# Peterstow
Peterstow is een civil parish in het Engelse graafschap Herefordshire met 444 inwoners.